# PGC 12417
LEDA/PGC 12417 ist eine Spiralgalaxie im Sternbild Perseus am Nordsternhimmel. Sie ist schätzungsweise 388 Millionen Lichtjahre von der Milchstraße entfernt und hat einen Durchmesser von etwa 55.000 Lichtjahren. Vom Sonnensystem aus entfernt sich das Objekt mit einer errechneten Radialgeschwindigkeit von näherungsweise 8.600 Kilometern pro Sekunde.
Gemeinsam mit PGC 12397 bildet sie ein vermutlich gebundenes Galaxienpaar und ist Teil des Perseus-Galaxienhaufens.
Im selben Himmelsareal befinden sich unter anderem die Galaxien NGC 1278, NGC 1281, PGC 12349, PGC 12378.